# 찌개

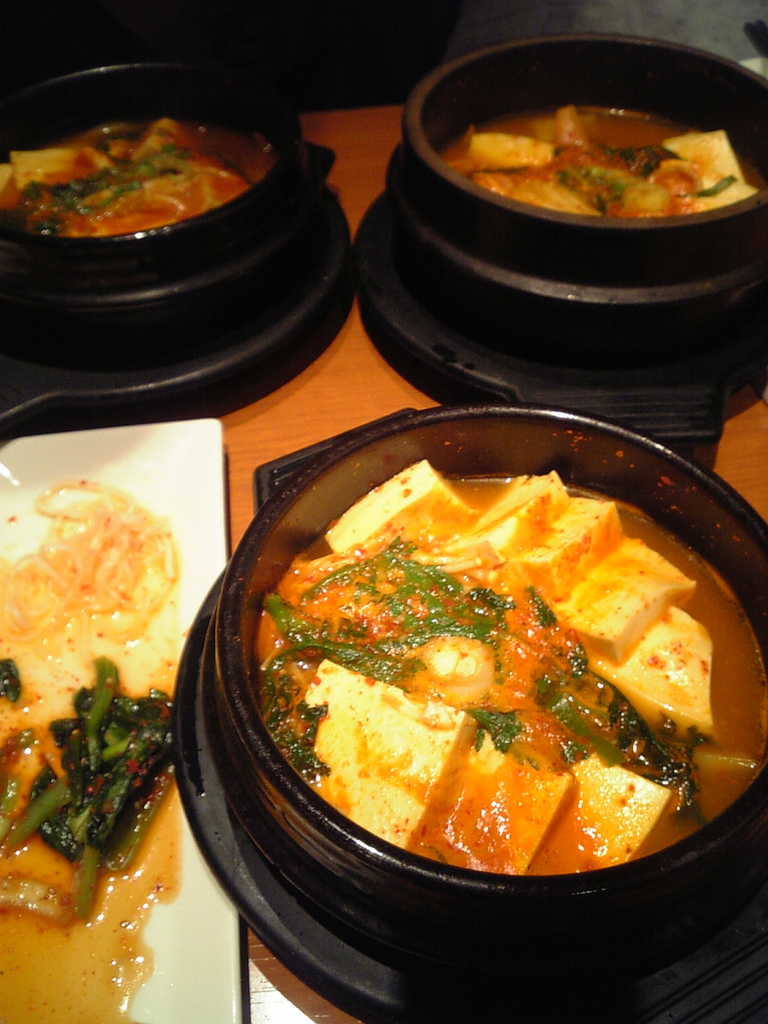
두부찌개

찌개(문화어: 남비탕)는 육수를 국·탕보다 적게 잡아 고기, 채소, 어패류 등 각종 식재료를 넣어 끓인 반찬이다. 한국의 밥상에서는 국이나 탕, 또는 찌개가 들어가는 일이 많다. 조치라고도 부른다.
국물을 바특하게 잡아 고기·채소·두부 등을 넣고 양념과 간을 맞추어 끓인다.

## 찌개의 종류
찌개는 국물이 위주인 국에 비해 국물이 적고 건더기와 국물을 반반으로 한 요리로 간이 센 편이다. 조미하는 재료에 따라 토장 찌개, 젓국 찌개 등으로 나뉜다. 젓국 찌개는 맑은 찌개라 하기도 한다.
찌개는 그 재료에 따라 다음과 같은 종류로 나뉜다.
- 김치찌개 - 김치와 돼지고기나, 햄, 생선에 야채, 두부, 버섯 등을 넣고 끓인 찌개
- 된장찌개 - 육수에 된장을 풀어 넣고, 고기와 두부, 각종 야채 등을 넣어 끓인 찌개
- 순두부찌개 - 순두부를 넣어 끓인 찌개
- 부대찌개 - 고추장 등의 양념을 푼 국물에 햄, 소시지 등을 넣고 끓인 찌개로, 한국전쟁 이후 생겨났다.
- 청국장찌개 - 청국장과 채소, 쇠고기, 두부, 북어 등을 넣고 양념을 해서 만든 찌개
- 고추장찌개 - 건더기로 두부, 돼지 고기와 채소를 넣고 맵게 끓인 찌개
- 매운탕 - 생선을 주재료로 하여 채소를 넣고 맵게 끓인 찌개
- 꽁치찌개
- 비지찌개

## 같이 보기
- 국
- 탕
- 전골
- 지짐이